# Nắp lõi đúc

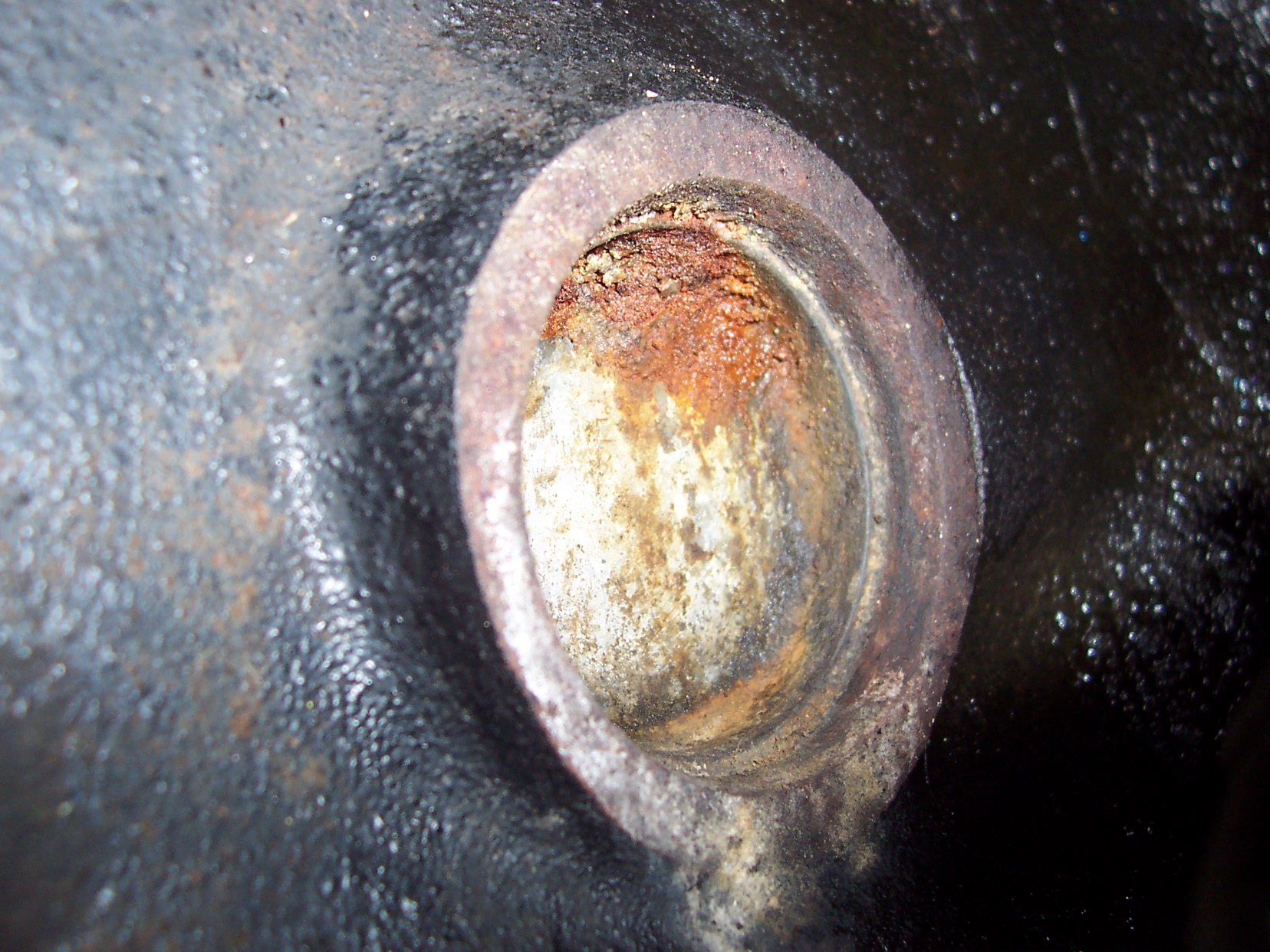
Nắp lõi đúc trong hình bị ăn mòn do không được bảo trì hệ thống giải nhiệt động cơ tốt, dẫn đến bị rò rỉ nước làm mát

Nắp lõi đúc (tiếng Anh: core plug), còn được gọi là nắp Welch, được sử dụng để khi đúc khuôn cát trong thân động cơ đốt trong làm mát bằng nước.

## Công dụng
Lõi (thao) cát được sử dụng để tạo các khoang bên trong khi khối động cơ hoặc nắp xi lanh được đúc bằng khuôn cát. Các khoang này thường là các ngăn chứa nước làm mát. Những lỗ này được thiết kế trong quá trình đúc để hỗ trợ tạo  hình khuôn cát bên trong và giúp loại bỏ cát dễ dàng sau khi vật đúc nguội. Sau khi hoàn thành quá trình đúc, cát được loại bỏ, những lỗ này không còn được sử dụng. Do đó, người ta bịt nắp ở cuối các lỗ này, để ngăn nước hoặc chất làm mát rò rỉ từ động cơ.

## Cấu tạo
Nắp lõi đúc thường có dạng một cốc kim loại mỏng được ép vào lỗ đúc, nhưng cũng có thể được làm bằng cao su hoặc các loại vật liệu khác. Trong một số động cơ hiệu suất cao, nắp lõi đúc là những đầu bịt ống bằng kim loại có đường kính lớn.
Nước của hệ thống làm mát gây ăn mòn và làm rò rỉ tại vị trí nắp lõi đúc. Mặc dù các hóa chất chống đông (antifreeze) ngày nay không bay hơi, nhưng các chất phụ gia chống ăn mòn cũng bị cạn dần và cần được bổ sung.
Thuật ngữ "nắp lõi đông" (freeze plug) được bắt đầu sử dụng từ lâu, khi dung dịch làm mát trong thân động cơ có thể bị đóng băng (do một số nơi dùng nước thông thường để làm mát động cơ trong mùa đông thay vì dùng dung dịch làm mát chống đông). Sự giãn nở của nước khi nó đóng băng sẽ làm cho nắp bịt bật ra khỏi động cơ, dẫn đến thuật ngữ "nắp lõi đông".

## Nắp Welch
Nắp Welch (Welch plug) là một loại nắp lõi đúc được làm từ một đĩa kim loại mỏng. Nắp Welch có dạng vòm và được gắn vào lỗ đúc với mặt lồi hướng ra ngoài. Khi lắp đặt, người ta dùng búa đập vào nắp Welch, phần lồi dạng vòm sẽ sụp xuống một chút, bị dẹp ra sang hai bên để bịt kín lỗ. Điều này khác với các thiết kế nắp lõi đúc hình đĩa khác, vốn bịt kín khi các mặt vát của chúng được ép vào lỗ đúc.
Nắp Welch được Công ty Ô tô Welch ở Hoa Kỳ thiết kế lần đầu tiên vào những năm 1900. Trước khi phát minh ra nắp Welch, người ta dùng các đầu bịt ống để bịt kịn lỗ lõi đúc. Trong quá trình thử nghiệm ô tô, một trong những đầu bịt ống rớt ra ngoài. Để tiếp tục việc chạy thử nghiệm xe, một trong những anh em nhà Welch đã dùng búa để gắn một đồng 25 xu hoặc đồng 50 xu ép khít vào lỗ. Thiết kế của nắp Welch đã được tinh chỉnh dựa trên nguyên tắc này (dùng một đĩa kim loại để ép khít vào lỗ).